# Gryon rugiceps
Gryon rugiceps är en stekelart som först beskrevs av William Harris Ashmead 1893.  Gryon rugiceps ingår i släktet Gryon och familjen Scelionidae. Inga underarter finns listade i Catalogue of Life.